# West-Germaanse volkeren

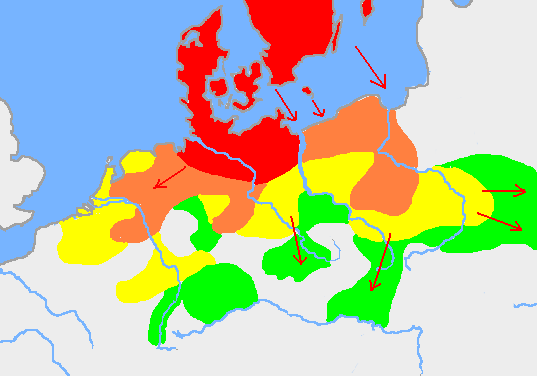
De expansie van de Germaanse stammen van 750 v.Chr. tot het jaar 1

De West-Germaanse volkeren waren Germaanse stammen, die de tak van de Germaanse taal spraken, die bekendstaat als West-Germaans.
Ze lijken afkomstig te zijn vanuit de Jastorfcultuur, een pre-Romeinse ijzertijd-uitloper van de Noordse bronstijd.
De West-Germaanse volkeren verspreidden zich zuidwaarts naar de Rijn en later naar de Alpen en westelijk naar Groot-Brittannië

## Groepen
- Istvaeones
- Friezen
- Saksen
- Juten
- Angelen
- Thüringers
- Alemannen
- Sueben
- Franken
  - Sugambren
  - Saliërs
  - Chamaven
  - Bructeren
  - Chatten
  - Chasuarii
  - Ampsivaren
  - Tencteren
  - Ubiërs
  - Bataven
- Frisii
- Cimbren
- Hermunduren
- Ingvaeones